# شمعي المنقار الأسود الخدين
شمعي المنقار الأسود الخدين (الاسم العلمي: Estrilda erythronotos) (بالإنجليزية: Black-cheeked Waxbill)‏ هو نوع من الطيور يتبع جنس الشمعي المنقار من فصيلة شمعية المنقار.